# Rioleringsgraad
De rioleringsgraad is de verhouding van het aantal gerioleerde inwoners in een bepaalde gemeente of regio ten opzichte van het totaal aantal inwoners in dat gebied.
In december 2024 bedroeg de rioleringsgraad in Vlaanderen 93,5 %. Maarkedal in Oost-Vlaanderen had de laagste rioleringsgraad (56,3 %), terwijl Herstappe in Limburg de hoogste rioleringsgraad had (100 %).